# Білоіваненко Михайло Іванович
Білоіваненко Михайло Іванович (1923—2000) — Герой Радянського Союзу.
За мужність і героїзм при форсуванні Дніпра і визволенні міста Києва був удостоєний звання Героя Радянського Союзу.
На батьківщині М. І. Білоіваненка у селі Мілуватці Сватівського району Луганської області встановлено погруддя на честь Героя-земляка.
Рішенням виконкому Сватівської міської ради від 4 грудня 1969 року № 205 Білоіваненко М. І. «За мужність і героїзм, проявлені в боях з фашистами і окупантами, та вагомий внесок у розвиток телерадіозв'язку в країні» занесений до Книги Пошани з присвоєнням звання «Почесний громадянин міста Сватове».